# Halfmaki's
Halfmaki's of bamboemaki's' (Hapalemur) zijn een geslacht van zoogdieren uit de familie van de Maki's (Lemuridae). De wetenschappelijke naam van het geslacht werd in 1851 gepubliceerd door Isidore Geoffroy Saint-Hilaire. Het zijn, zoals alle maki's, primaten die alleen voorkomen op Madagaskar.

## Beschrijving
De halfmaki's zijn vrij kleine primaten, die 26 tot 46 cm lang zijn. Ze hebben een korte snuit en ronde, harige oren en ze zijn grijsbruin van kleur. Ze wegen hoogstens 2,5 kilogram. De halfmaki's leven in de buurt van bamboebos, want hun belangrijkste voedsel zijn bamboescheuten. Verder zijn het bosdieren, die ook wel regelmatig op de grond komen.
De Alaotrabamboemaki leeft in rietvelden en kan zwemmen. Andere soorten maki's komen alleen in de buurt van water om te drinken.

## Natuurbescherming
Alle soorten uit dit geslacht worden bedreigd door vernietiging van het leefgebied, predatie door uitheemse dieren zoals honden en katten en door bejaging. Het zijn allemaal kwetsbare of bedreigde diersoorten die op de Rode Lijst van de IUCN staan. De Alaotrabamboemaki is ernstig bedreigd in zijn bestaan.

## Taxonomie
Er worden 5 soorten tot dit geslacht gerekend:
- Geslacht: Hapalemur (Halfmaki's of bamboemaki's) (5 soorten)
  - Soort: Hapalemur alaotrensis – Alaotrabamboemaki (ook wel Hapalemur griseus alaotrensis)
  - Soort: Hapalemur aureus – Gouden halfmaki
  - Soort: Hapalemur griseus – Grijze halfmaki
  - Soort: Hapalemur meridionalis (ook wel Hapalemur griseus meridionalis)
  -  Soort: Hapalemur occidentalis (ook wel Hapalemur griseus occidentalis)